# Élections législatives de 1910 dans les Côtes-du-Nord
Les élections législatives  dans les Côtes-du-Nord ont lieu les dimanche 24 avril 1910 et 8 mai 1910. Elles ont pour but d'élire les députés représentant le département à la Chambre des députés pour un mandat de quatre années.

## Élections partielles (1906-1910)
Il n'y a pas eu d'élections partielles durant le mandat précédant.

## Députés sortants
| Députés | Députés                        | Parti                         | Fonctions lors de l'élection en 1906                                        |
| ------- | ------------------------------ | ----------------------------- | --------------------------------------------------------------------------- |
|         | Charles Baudet                 | Radical-socialiste            | Conseiller général et maire de Caulnes. Médecin.                            |
|         | Paul Le Troadec                | Radical                       | Conseiller général et maire de Lézardrieux. Agriculteur.                    |
|         | Gustave de Kerguezec           | Républicain de gauche-Radical | Conseiller général et maire de Tréguier. Propriétaire et Publiciste.        |
|         | Louis Armez                    | Républicain de gauche         | Conseiller général de Paimpol, maire de Plourivo. Ingénieur.                |
|         | Eugène Mando                   | Progressiste                  | Conseiller général de Plouguenast.                                          |
|         | Louis Ollivier                 | Action libérale               | Conseiller général de Saint-Brieuc-Nord. Avocat.                            |
|         | Guillaume Limon *              | Action libérale               | Propriétaire.                                                               |
|         | Raymond Le Peletier de Rosanbo | Monarchiste                   | Conseiller général de Plestin-les-Grèves, maire de Lanvellec. Propriétaire. |
|         | Frédéric Rioust de Largentaye  | Action libérale-National.     | Conseiller général de Plancoët, maire de Saint-Lormel. Propriétaire.        |

## Mode de scrutin
L'élection se fait au scrutin d'arrondissement, soit un mode uninominal majoritaire à deux tours. 
La circonscription pour l'élection est l'arrondissement. 
Le scrutin est individuel, chaque arrondissement élisant un député. 
Les arrondissements qui ont plus de cent mille habitants sont divisés. Dans ce cas on élit un député par circonscription électorale.
Seul l'arrondissement de Loudéac n'est pas divisé en deux.
L'article 18 précise qu'il faut réunir pour être élu au premier tour :
1. La majorité absolue des suffrages exprimés ;
2. Un nombre de suffrages égal au quart des électeurs inscrits.

Au deuxième tour la majorité relative suffit. En cas d'égalité c'est le plus âgé qui est élu.

## Résultats par arrondissement

### Arrondissement de Dinan

#### 1recirconscription
Dinan-1 regroupe les cantons de Dinan-Ouest, Dinan-Est, Évran, Ploubalay et de Caulnes.
| Candidats      | Candidats        | Étiquette          | Premier tour | Premier tour |
| Candidats      | Candidats        | Étiquette          | Voix         | %            |
| -------------- | ---------------- | ------------------ | ------------ | ------------ |
|                | Charles Baudet * | Radical-socialiste | 6 641        | 55,65        |
|                | Charles Pépin    | Action libérale    | 5 236        | 43,88        |
|                | Mr Petitbon      |                    | 6            | 0,05         |
|                |                  |                    |              |              |
| Inscrits       | Inscrits         | Inscrits           | 16 331       | 100,00       |
| Votants        | Votants          | Votants            | 12 126       | 74,25        |
| Abstention     | Abstention       | Abstention         | 4 348        | 25,75        |
| Blancs et nuls | Blancs et nuls   | Blancs et nuls     | 192          | 1,58         |
| Exprimés       | Exprimés         | Exprimés           | 11 934       | 98,42        |

*sortant

#### 2ecirconscription
Dinan-2 regroupe les cantons de Broons, Jugon-les-Lacs, Matignon, Plancoët et de Plélan-le-Petit.
Frédéric Rioust de Largentaye (Monarchiste) c'est désisté pour le scrutin de ballotage.
| Candidats      | Candidats                       | Étiquette             | Premier tour | Premier tour | Deuxième tour | Deuxième tour |
| Candidats      | Candidats                       | Étiquette             | Voix         | %            | Voix          | %             |
| -------------- | ------------------------------- | --------------------- | ------------ | ------------ | ------------- | ------------- |
|                | Louis de Chappedelaine          | Action libérale       | 6 475        | 46,14        | 9 041         | 93,23         |
|                | Jules Jouanin                   | Républicain de gauche | 4 854        | 34,59        |               |               |
|                | Frédéric Rioust de Largentaye * | Monarchiste           | 2 713        | 19,33        | 594           | 6,13          |
|                |                                 |                       |              |              |               |               |
| Inscrits       | Inscrits                        | Inscrits              | 17 130       | 100,00       | 17 130        | 100,00        |
| Votants        | Votants                         | Votants               | 14 143       | 82,57        | 12 513        | 73,05         |
| Abstention     | Abstention                      | Abstention            | 2 987        | 17,44        | 4 617         | 26,95         |
| Blancs et nuls | Blancs et nuls                  | Blancs et nuls        | 110          | 0,78         | 2 815         | 22,50         |
| Exprimés       | Exprimés                        | Exprimés              | 14 033       | 99,22        | 9 698         | 77,50         |

*sortant

### Arrondissement de Guingamp

#### 1recirconscription
Guingamp-1 regroupe les cantons de Bégard, Belle-Isle-en-Terre, Guingamp, Plouagat et de Pontrieux.
| Candidats      | Candidats              | Étiquette       | Premier tour | Premier tour |
| Candidats      | Candidats              | Étiquette       | Voix         | %            |
| -------------- | ---------------------- | --------------- | ------------ | ------------ |
|                | Gustave de Kerguezec * | Radical         | 9 056        | 88,62        |
|                | Léon Poirrier          | Socialiste ind. | 929          | 9,09         |
|                | François Avé           | Socialiste ind. | 238          | 2,33         |
|                |                        |                 |              |              |
| Inscrits       | Inscrits               | Inscrits        | 16 143       | 100,00       |
| Votants        | Votants                | Votants         | 11 795       | 73,07        |
| Abstention     | Abstention             | Abstention      | 4 348        | 26,93        |
| Blancs et nuls | Blancs et nuls         | Blancs et nuls  | 1 576        | 13,36        |
| Exprimés       | Exprimés               | Exprimés        | 10 219       | 86,64        |

*sortant

#### 2ecirconscription
Guingamp-2 regroupe les cantons de Bourbriac, Callac, Maël-Carhaix, Rostrenen et de Saint-Nicolas-du-Pélem.
| Candidats      | Candidats              | Étiquette             | Premier tour | Premier tour |
| Candidats      | Candidats              | Étiquette             | Voix         | %            |
| -------------- | ---------------------- | --------------------- | ------------ | ------------ |
|                | Louis Turmel           | Républicain de gauche | 8 100        | 56,89        |
|                | Louis-Félix Ollivier * | Action libérale       | 6 101        | 42,85        |
|                | Eugène Le Breton       | Socialiste ind.       | 37           | 0,26         |
|                |                        |                       |              |              |
| Inscrits       | Inscrits               | Inscrits              | 17 884       | 100,00       |
| Votants        | Votants                | Votants               | 14 336       | 80,16        |
| Abstention     | Abstention             | Abstention            | 3 548        | 19,84        |
| Blancs et nuls | Blancs et nuls         | Blancs et nuls        | 98           | 0,68         |
| Exprimés       | Exprimés               | Exprimés              | 14 238       | 99,32        |

*sortant

### Arrondissement de Lannion

#### 1recirconscription
Lannion-1 regroupe les cantons de Lannion, Plestin-les-Grèves et de Plouaret.
| Candidats      | Candidats                      | Étiquette       | Premier tour | Premier tour | Deuxième tour | Deuxième tour |
| Candidats      | Candidats                      | Étiquette       | Voix         | %            | Voix          | %             |
| -------------- | ------------------------------ | --------------- | ------------ | ------------ | ------------- | ------------- |
|                | Alain Lepelletier de Rosanbo * | Monarchiste     | 4 536        | 44,91        | 4 753         | 46,35         |
|                | Pierre Even                    | Radical         | 2 866        | 28,37        | 5 502         | 53,65         |
|                | Marcel Soisbault               | Radical         | 2 688        | 26,61        |               |               |
|                | Jean Le Belguet                | Socialiste ind. | 12           | 0,12         |               |               |
|                |                                |                 |              |              |               |               |
| Inscrits       | Inscrits                       | Inscrits        | 13 377       | 100,00       | 13 377        | 100,00        |
| Votants        | Votants                        | Votants         | 10 299       | 76,99        | 10 361        | 77,75         |
| Abstention     | Abstention                     | Abstention      | 3 078        | 23,01        | 3 016         | 22,25         |
| Blancs et nuls | Blancs et nuls                 | Blancs et nuls  | 197          | 1,91         | 106           | 1,02          |
| Exprimés       | Exprimés                       | Exprimés        | 10 102       | 98,09        | 10 255        | 98,98         |

*sortant

#### 2ecirconscription
Lannion-2 regroupe les cantons de Lézardrieux, Perros-Guirrec, La Roche-Derrien et de Tréguier.
| Candidats      | Candidats         | Étiquette       | Premier tour | Premier tour |
| Candidats      | Candidats         | Étiquette       | Voix         | %            |
| -------------- | ----------------- | --------------- | ------------ | ------------ |
|                | Paul Le Troadec * | Radical ind.    | 7 486        | 71,98        |
|                | Yves Le Fiblec    | Action libérale | 2 528        | 24,31        |
|                | François Jahan    | Socialiste ind. | 350          | 3,37         |
|                | Mr Clerguer       |                 | 66           | 0,64         |
|                |                   |                 |              |              |
| Inscrits       | Inscrits          | Inscrits        | 14 881       | 100,00       |
| Votants        | Votants           | Votants         | 10 610       | 71,30        |
| Abstention     | Abstention        | Abstention      | 4 271        | 28,70        |
| Blancs et nuls | Blancs et nuls    | Blancs et nuls  | 210          | 1,98         |
| Exprimés       | Exprimés          | Exprimés        | 10 400       | 98,02        |

*sortant

### Arrondissement de Loudéac
L’arrondissement de Loudéac regroupait les cantons de La Chèze, Collinée, Corlay, Gouarec, Loudéac, Merdrignac, Mûr-de-Bretagne, Plouguenast et d'Uzel.
| Candidats      | Candidats        | Étiquette                             | Premier tour | Premier tour |
| Candidats      | Candidats        | Étiquette                             | Voix         | %            |
| -------------- | ---------------- | ------------------------------------- | ------------ | ------------ |
|                | Eugène Mando *   | Gauche démocratique (ex-Progressiste) | 9 611        | 69,03        |
|                | Georges Le Moign | Progressiste                          | 3 446        | 24,75        |
|                | Frédéric Courtel | Socialiste ind.                       | 590          | 4,24         |
|                | Gildas Huidoux   |                                       | 275          | 1,98         |
|                |                  |                                       |              |              |
| Inscrits       | Inscrits         | Inscrits                              | 24 195       | 100,00       |
| Votants        | Votants          | Votants                               | 17 521       | 72,42        |
| Abstention     | Abstention       | Abstention                            | 6 674        | 27,58        |
| Blancs et nuls | Blancs et nuls   | Blancs et nuls                        | 3 599        | 20,53        |
| Exprimés       | Exprimés         | Exprimés                              | 13 922       | 79,46        |

*sortant

### Arrondissement de Saint-Brieuc

#### 1recirconscription
Saint-Brieuc-1regroupait les cantons de Châtelaudren, Étables, Lanvollon, Paimpol, Plouha et de Saint-Brieuc-Nord.
| Candidats      | Candidats               | Étiquette       | Premier tour | Premier tour |
| Candidats      | Candidats               | Étiquette       | Voix         | %            |
| -------------- | ----------------------- | --------------- | ------------ | ------------ |
|                | Louis Armez *           | Radical ind.    | 8 818        | 55,96        |
|                | Charles Meunier-Surcouf | Action libérale | 6 910        | 43,85        |
|                | Antoine Auffray         | Socialiste ind. | 40           | 0,25         |
|                |                         |                 |              |              |
| Inscrits       | Inscrits                | Inscrits        | 23 481       | 100,00       |
| Votants        | Votants                 | Votants         | 15 878       | 64,86        |
| Abstention     | Abstention              | Abstention      | 7 603        | 35,14        |
| Blancs et nuls | Blancs et nuls          | Blancs et nuls  | 121          | 0,76         |
| Exprimés       | Exprimés                | Exprimés        | 15 757       | 99,24        |

*sortant

#### 2ecirconscription
Saint-Brieuc-2 regroupait les cantons de Lamballe, Moncontour, Pléneuf, Plœuc, Quintin et de Saint-Brieuc-Midi.
| Candidats      | Candidats         | Étiquette       | Premier tour | Premier tour |
| Candidats      | Candidats         | Étiquette       | Voix         | %            |
| -------------- | ----------------- | --------------- | ------------ | ------------ |
|                | Guillaume Limon * | Monarchiste     | 9 614        | 51,92        |
|                | Julien Saintillan | Radical ind.    | 8 717        | 47,08        |
|                | Paul Boyer        | Socialiste ind. | 185          | 1,00         |
|                |                   |                 |              |              |
| Inscrits       | Inscrits          | Inscrits        | 24 641       | 100,00       |
| Votants        | Votants           | Votants         | 18 948       | 76,90        |
| Abstention     | Abstention        | Abstention      | 5 693        | 20,71        |
| Blancs et nuls | Blancs et nuls    | Blancs et nuls  | 432          | 4,53         |
| Exprimés       | Exprimés          | Exprimés        | 18 516       | 97,72        |

*sortant

## Députés élus
| Députés | Députés                | Parti                                 | Fonctions lors de l'élection en 1910                                            |
| ------- | ---------------------- | ------------------------------------- | ------------------------------------------------------------------------------- |
|         | Charles Baudet *       | Radical-socialiste                    | Conseiller général et maire de Caulnes. Médecin.                                |
|         | Pierre Even            | Radical ind.-Socialiste ind.          | Conseiller général de Plouaret, maire du Vieux-Marché. Médecin.                 |
|         | Paul Le Troadec *      | Radical ind.                          | Conseiller général et maire de Lézardrieux. Agriculteur.                        |
|         | Louis Armez *          | Radical ind.                          | Conseiller général de Paimpol, maire de Plourivo. Ingénieur.                    |
|         | Gustave de Kerguezec * | Radical ind.                          | Conseiller général et maire de Tréguier. Propriétaire et Publiciste.            |
|         | Louis Turmel           | Républicain de gauche-Radical ind.    | Conseiller général et maire de Loudéac. Avocat.                                 |
|         | Eugène Mando *         | Gauche démocratique (ex-Progressiste) | Conseiller général de Plouguenast.                                              |
|         | Louis de Chappedelaine | Action libérale                       | Conseiller général de Jugon-les-Lacs, maire de Plénée-Jugon. Avocat.            |
|         | Guillaume Limon *      | Action libérale                       | Président du syndicat central des agriculteurs des Côtes-du-Nord. Propriétaire. |